# Posener Reden

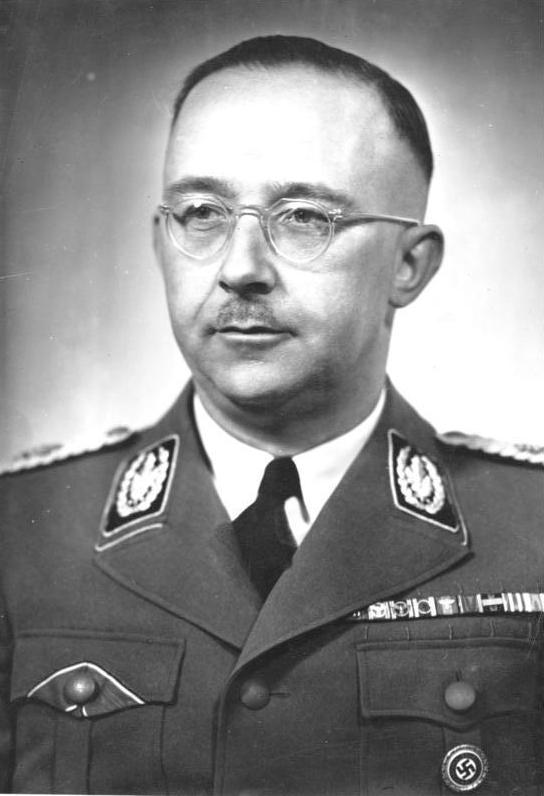
Reichsführer SS Heinrich Himmler (1942)

Die Posener Reden waren zwei Geheimreden, die der Reichsführer SS Heinrich Himmler am 4. und am 6. Oktober 1943 in der damals deutsch besetzten polnischen Stadt Posen (Poznań) hielt. Die Rede-Aufzeichnungen sind die ersten bekannten Dokumente aus der Zeit des Nationalsozialismus, in denen ein hochrangiges Regierungsmitglied die „Endlösung der Judenfrage“ vor ausgewähltem Publikum zur Sprache brachte und glorifizierte. Sie belegen, dass das NS-Regime den Holocaust, also die Vernichtung der europäischen Juden, gewollt, geplant und durchgeführt hat.

## Überblick
Die Posener Reden vom Oktober 1943 sind zwei von 132 in verschiedener Form erhaltenen Reden, die Himmler zwischen 1925 und 1945 vor Funktionsträgern der NSDAP und des NS-Regimes hielt. Die erste Rede mit einer Länge von drei Stunden hielt er vor 92 SS-Offizieren, die zweite mit einer Länge von anderthalb Stunden vor Reichs- und Gauleitern sowie weiteren Regierungsvertretern. Sie gehören zu seinen wichtigsten Reden während des Krieges, die seine Rolle als „Architekt der Endlösung“ und Visionär eines von einer „Rasse-Elite“ getragenen künftigen „SS-Staates“ zeigen.
Obwohl der Völkermord an den Juden in ihnen nicht das zentrale Thema war, erhielten beide Reden seit 1945 als dessen Dokumente ihre historische Bedeutung. Himmler verzichtete hier auf die sonst üblichen Tarnbegriffe dafür und sprach ausdrücklich über die „Ausrottung der Juden“, die er als historische Mission des Nationalsozialismus darstellte. Auch in fünf weiteren Reden zwischen Dezember 1943 und Juni 1944 vor Befehlshabern der Wehrmacht wurde er diesbezüglich deutlich.
In der Literatur war bis 1970 nur der erste Vortrag als „Posener Rede“ bekannt. Die damals entdeckte zweite Rede wird oft mit der ersten verwechselt oder gleichgesetzt.

## Historischer Kontext
Himmler trug die Posener Reden zu einem Zeitpunkt vor, als die deutsche Kriegsführung im Zweiten Weltkrieg ständige Rückschläge erlitt, die die NS-Führungseliten zunehmend verunsicherten. Die Alliierten hatten auf der Casablanca-Konferenz im Januar 1943 die bedingungslose Kapitulation Deutschlands als einzig akzeptables Kriegsziel beschlossen. Der Sieg der Sowjetunion am 2. Februar 1943 in der Schlacht von Stalingrad hatte die Kriegswende eingeleitet. US-Präsident Franklin D. Roosevelt hatte am 12. Februar die Strafverfolgung der Hauptverantwortlichen für Krieg und Völkermord angekündigt; dem folgte der Kongress der Vereinigten Staaten am 18. März. Nach der alliierten Landung auf Sizilien am 10. Juli und der italienischen Kapitulation am 8. September rückte die alliierte Invasion in Italien allmählich nach Norden vor. Am 1. Oktober befreite sich Neapel in einem Volksaufstand von der deutschen Besatzung.
Die Heeresgruppe Süd erlitt am 16. Juli im Unternehmen Zitadelle eine entscheidende Niederlage gegen die Rote Armee, die auch durch Teilerfolge in der folgenden Sommeroffensive ab 17. Juli nicht kompensiert werden konnte. In der Woche vom 27. Juli bis 3. August zerstörten alliierte Luftangriffe mit der Operation Gomorrha Hamburg, am 18. August mit der Operation Hydra auch die Heeresversuchsanstalt Peenemünde. Zugleich wuchs der Widerstand gegen die deutschen Besatzer, die in Norwegen (17. August) und Dänemark (29. August) den Ausnahmezustand verhängten. Oppositionelle Deutsche planten Deutschlands Neuordnung (Kreisauer Kreis) und ein Attentat auf Adolf Hitler („Unternehmen Walküre“). Dieser befahl am 4. September die Strategie der „verbrannten Erde“ für den absehbaren Rückzug der Ostfront und ein Standrecht für Befehlsverweigerer in der Wehrmacht, das am 2. Oktober zunächst im Generalgouvernement eingeführt wurde.

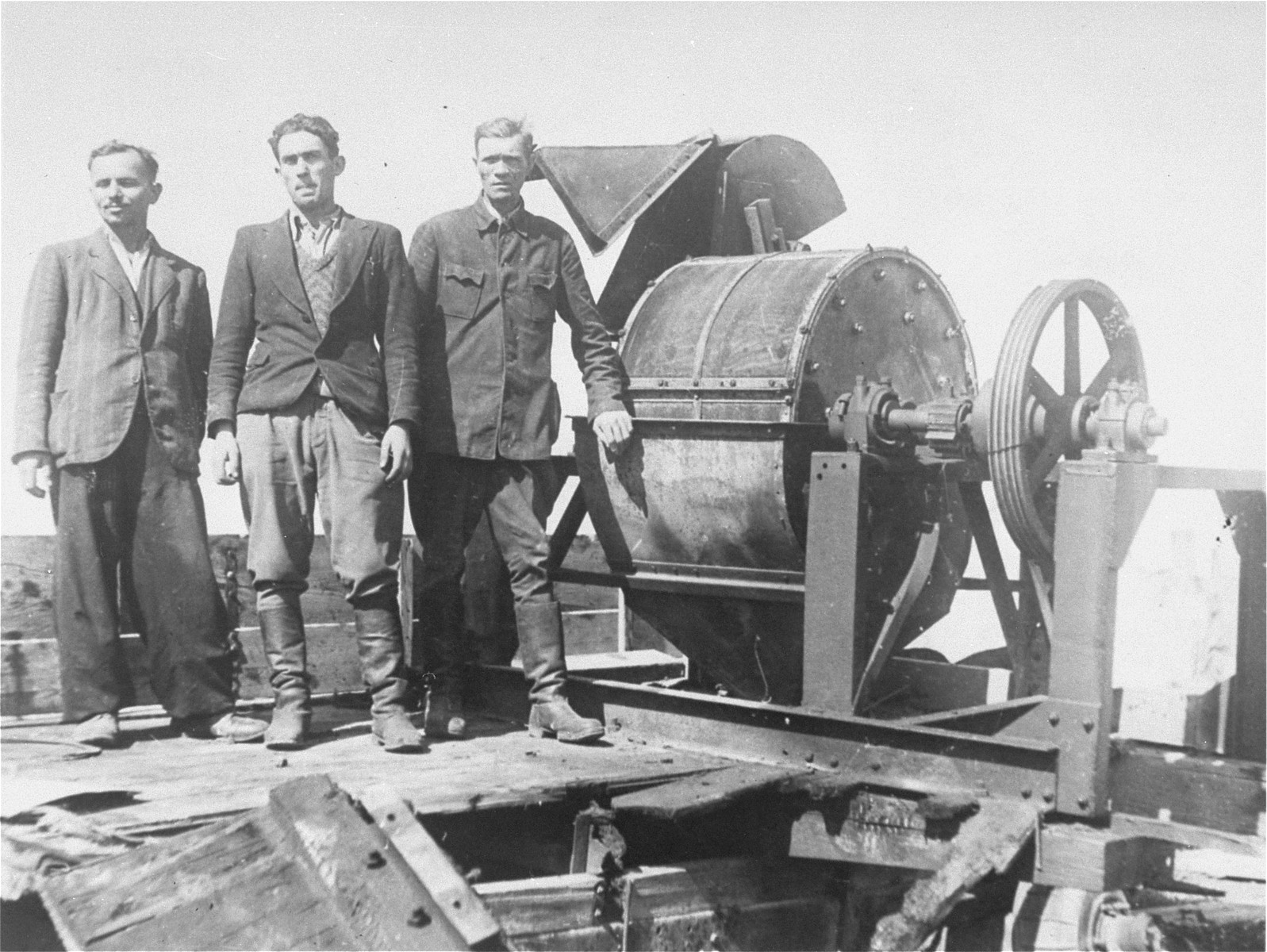
Ehemalige Zwangsarbeiter der Sonderaktion 1005 demonstrieren die Funktion einer Knochenmühle im Zwangsarbeitslager Lemberg-Janowska (August 1944).

Im gleichen Zeitraum wurde die Judenvernichtung für das NS-Regime zum wichtigsten Kriegsziel. Im Frühjahr 1943 wurden in der Sonderaktion 1005 die Leichen der Einsatzgruppen-Massaker an der gesamten Ostfront exhumiert und verbrannt, um die Spuren des Völkermords an bis dahin 1,8 Millionen Juden zu tilgen. Himmler befahl am 11. Juni die „Liquidierung“ aller polnischen, am 21. Juni aller sowjetischen Ghettos. Am 25. Juni waren vier neue Krematorien im KZ Auschwitz-Birkenau fertiggestellt. Am 1. Juli wurden alle Juden im Deutschen Reich unter Polizeirecht gestellt, so polizeilicher Willkür ausgeliefert und völlig entrechtet, ebenso wie ihre Helfer. Am 24. August wurde Himmler zum Reichsinnenminister ernannt, so dass ihm alle Polizeikräfte im Reich und in den eroberten Gebieten unterstanden. Bis zum 19. Oktober sollte die „Aktion Reinhardt“ beendet und sollten drei der dazu eingerichteten Vernichtungslager aufgelöst werden.
In Polen kam es 1943 zum Aufstand im Warschauer Ghetto (19. April bis 16. Mai), zum Aufstand in Treblinka (2. August) und zum Aufstand von Sobibór (14. Oktober), jüdische Insassen des Ghettos Bialystok widersetzten sich dessen Auflösung (16.–23. August). In Dänemark verhalf die lokale Bevölkerung den meisten zur Verhaftung vorgesehenen dänischen Juden zur Flucht nach Schweden (1./2. Oktober). Im Inland verurteilten Kirchenvertreter die Tötung unschuldigen Lebens (katholischer Hirtenbrief, 19. August) aus Alters- und Krankheitsgründen (Bekennende Kirche, 16. Oktober).

## Rede vom 4. Oktober 1943

### Ton- und Schriftaufzeichnungen
Himmler arbeitete die meisten seiner Reden nicht vorher aus, sondern hielt sie anhand knapper handschriftlicher Notizen. Seit Ende 1942 wurden seine mündlichen Vorträge nicht mehr stenografiert, sondern auf Wachsschallplatten aufgezeichnet. Diese Tonaufnahmen tippte Untersturmführer Werner Alfred Venn ab und korrigierte dabei einige offenkundige grammatische Fehler oder ergänzte fehlende Wörter. Himmler korrigierte diese Rohfassung handschriftlich nochmals; der so autorisierte Text wurde auf einer Schreibmaschine mit großen Typen erneut kopiert und dann abgelegt.
Die maschinenschriftliche Endfassung von Himmlers Rede am 4. Oktober 1943 (115 Seiten; ein Blatt ging verloren) wurde in den SS-Akten gefunden und als Dokument 1919-PS beim Nürnberger Prozess gegen die Hauptkriegsverbrecher vorgelegt. Am 23. Verhandlungstag wurde eine Passage daraus zitiert, die jedoch nicht den Holocaust betraf. Auch der Tonmitschnitt dieser Rede ist erhalten. Diese gesprochene Version unterschied sich von der redigierten Textfassung nur geringfügig, und die Unterschiede waren in keinem Fall sinnverfälschend.

### Adressaten, Anlass und Zweck
Zum Ort, an dem Himmler die erste dieser Rede hielt, gibt es in der Fachliteratur unterschiedliche Angaben. Genannt werden das Residenzschloss Posen, das Posener Rathaus, und das Posener Hotel Ostland.
Bei der SS-Gruppenführertagung (Leitungsebene der SS) waren 33 Obergruppenführer, 51 Gruppenführer und acht Brigadeführer der SS aus dem ganzen Reich anwesend. Viele davon kamen aus den besetzten Gebieten Osteuropas. Weite Teile der Rede betrafen daher die prekäre Situation an der Ostfront. Die Kriegs- und Widerstandserfolge der „Slawen“ als angeblicher Untermenschen bedurften einer Erklärung, um die SS-Offiziere auf die bevorstehenden harten Kämpfe im dritten Winter des Russlandkrieges einzustimmen.
Nur etwa zwei Minuten befasste sich Himmler mit den Judenmorden, wobei er die Erfahrungen seiner Zuhörer mit Massenerschießungen, Ghettoauflösungen und Vernichtungslagern beziehungsweise ihre Kenntnis davon voraussetzte. Seine Rede sollte bereits verübte Verbrechen rechtfertigen und die Hörer auf deren „höheren Zweck“ einschwören. Dazu mussten auch die 51 nicht anwesenden Gruppenführer die Kenntnisnahme des redigierten Redetextes schriftlich bestätigen. Die schonungslose Darstellung des Völkermords wird daher als Mittel gedeutet, die hohen SS- und NSDAP-Funktionäre formell zu Mitwissern und Komplizen ihrer Durchführung zu machen.

### Zum Kriegsverlauf
Nach einer Totenehrung stellt Himmler seine Sicht des Kriegsverlaufs dar. Der zähe russische Widerstand sei auf die Politkommissare zurückzuführen. Man sei einem russischen Angriff knapp zuvorgekommen, durch Versagen der Bundesgenossen sei der Sieg 1942 verschenkt worden. Himmler spekuliert über das Potential der russischen Armee, äußert sich abfällig über den „Wlassow-Rummel“, verbreitet sich über die Minderwertigkeit der „slawischen Rasse“ und schließt Gedanken an, wie eine deutsche Minderheit dort herrschen könne.
In späteren Passagen spricht Himmler über Italien, dessen Armee kommunistisch verseucht und anglo-amerikanisch eingestellt sei, und streift die Verhältnisse auf dem Balkan und in den übrigen besetzten Gebieten, deren Widerstandshandlungen er als lästige Nadelstiche geringschätzt. Kurz geht er auf den Luft- und Seekrieg ein und wendet sich dann der „inneren Front“ zu. Feindsender und Luftangriffe verursachten Defätismus, zur Abschreckung müsse man Exempel statuieren, womit Hinrichtungen gemeint sind.
Anschließend widmet sich Himmler der „Lage auf der Feindseite“; spekuliert über das Verhältnis zwischen England (gemeint: Vereinigtes Königreich) und den USA sowie über deren Belastbarkeit und Kriegsbereitschaft. Ausführlich geht er auf Personalveränderungen in der SS, einzelne Divisionen und Polizeiverbände ein, skizziert seine Aufgaben als Reichsminister und die der SS-Wirtschaftsbetriebe.

### Zur Behandlung der Völker Osteuropas
In seiner Skizze des Kriegsverlaufs im Osten nimmt Himmler auch zum millionenfachen Massensterben sowjetischer Kriegsgefangener und Zwangsarbeiter Stellung. Wie schon in Vorkriegsreden und in Übereinstimmung mit Hitlers Ausführungen in Mein Kampf schildert er die Ausmerzung der slawischen „Untermenschen“ als historische und natürliche Notwendigkeit. Hier sei „Gemüt am falschen Platze“:

„Ein Grundsatz muss für den SS-Mann absolut gelten: ehrlich, anständig, treu und kameradschaftlich haben wir zu Angehörigen unseres eigenen Blutes zu sein und sonst zu niemandem. Wie es den Russen geht, wie es den Tschechen geht, ist mir total gleichgültig. Das, was in den Völkern an gutem Blut unserer Art vorhanden ist, werden wir uns holen, indem wir ihnen, wenn notwendig, die Kinder rauben und sie bei uns großziehen. Ob die anderen Völker in Wohlstand leben oder ob sie verrecken vor Hunger, das interessiert mich nur soweit, als wir sie als Sklaven für unsere Kultur brauchen, anders interessiert mich das nicht. Ob bei dem Bau eines Panzergrabens 10.000 russische Weiber an Entkräftung umfallen oder nicht, interessiert mich nur insoweit, als der Panzergraben für Deutschland fertig wird.“

### „Ausrottung des jüdischen Volkes“
Dann spricht Himmler über den Völkermord an den Juden in einer unverschleierten Sprache, die von einem Vertreter des NS-Regimes bis dahin nicht gehört worden war:

„Ich meine jetzt die Judenevakuierung, die Ausrottung des jüdischen Volkes. Es gehört zu den Dingen, die man leicht ausspricht. – ‚Das jüdische Volk wird ausgerottet‘, sagt ein jeder Parteigenosse, ‚ganz klar, steht in unserem Programm, Ausschaltung der Juden, Ausrottung, machen wir.‘ […] Von allen, die so reden, hat keiner zugesehen, keiner hat es durchgestanden. Von Euch werden die meisten wissen, was es heißt, wenn 100 Leichen beisammen liegen, wenn 500 daliegen oder wenn 1000 daliegen. Dies durchgehalten zu haben, und dabei – abgesehen von menschlichen Ausnahmeschwächen – anständig geblieben zu sein, das hat uns hart gemacht und ist ein niemals geschriebenes und niemals zu schreibendes Ruhmesblatt unserer Geschichte. Denn wir wissen, wie schwer wir uns täten, wenn wir heute noch in jeder Stadt – bei den Bombenangriffen, bei den Lasten und bei den Entbehrungen des Krieges – noch die Juden als Geheimsaboteure, Agitatoren und Hetzer hätten. Wir würden wahrscheinlich jetzt in das Stadium des Jahres 1916/17 gekommen sein, wenn die Juden noch im deutschen Volkskörper säßen.“

Anschließend lobt Himmler die „Haltung“ der SS-Männer und verbreitet sich auf rund 30 von 116 Seiten über deren vorgebliche „Tugenden“ sowie über ihre Aufgabe, in 20 bis 30 Jahren die Führungsschicht Europas zu stellen.

## Rede vom 6. Oktober 1943

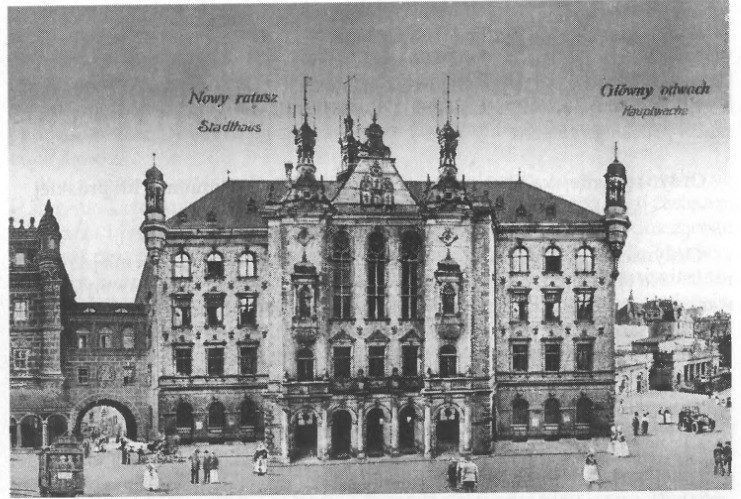
Das Neue Rathaus von Posen auf einer Ansichtskarte aus dem Jahr 1916

### Aufzeichnungen, Entdeckung, Veröffentlichung
Von der zweiten anderthalbstündigen Posener Rede im Posener Rathaus sind sowohl Himmlers knappe Redenotizen als auch der vollständige, nach einer Stenografie auf Schreibmaschine ausgeführte, in Details korrigierte Redetext sowie dessen von Himmler autorisierte Endfassung erhalten. Alle drei Fassungen befanden sich in den Akten des „Persönlichen Stabes Reichsführer SS“, dessen Dokumente die US-Behörden 1945 vollständig beschlagnahmten.
Die in den USA auf Mikrofilm aufgenommenen Redetexte wurden an das Bundesarchiv übergeben. Bei der Auswertung dieser nun zugänglichen Dokumente entdeckte der Historiker Erich Goldhagen 1970 in Koblenz diese bis dahin unbekannte Rede. Sie wurde 1974 in der von Bradley Smith und Agnes Peterson herausgegebenen Auswahl von Himmlers Geheimreden erstmals vollständig abgedruckt.

### Anlass, Zweck, Relevanz
Ende September 1943 hatte die Parteikanzlei alle Reichs- und Gauleiter, den Reichsjugendführer Artur Axmann und die Reichsminister Albert Speer und Alfred Rosenberg zu einer Konferenz eingeladen. Die Tagung begann am 6. Oktober um 9:00 Uhr mit Referaten Speers und drei Großindustriellen zur Rüstungsproduktion. Es folgten Vorträge von Karl Dönitz und Erhard Milch, bevor Himmler von 17:30 bis 19:00 Uhr seine Rede hielt. Sie ist kürzer als die erste Posener Rede, enthält aber eine etwas längere und unmissverständliche Passage über den Völkermord. Sie wird meist im Zusammenhang mit der Frage erwähnt, ob Albert Speer während des Krieges Kenntnis vom Holocaust hatte. Nach dem Krieg verneinte er stets bei dieser Rede, die den Judenmord in unmissverständlichen Worten ansprach, anwesend gewesen zu sein, obwohl Himmler (in den enthaltenen Aufzeichnungen der Rede) Albert Speer an einer Stelle persönlich anzusprechen scheint.

### Redebeginn
Himmler geht in seiner Rede zuerst auf die Partisanen in Russland und die Unterstützung durch die Wlassow-Hilfstruppe ein. Falsch sei die verbreitete Vorstellung, hinter der deutschen Front gäbe es einen 300 Kilometer breiten Gürtel, der von Partisanen beherrscht werde. Vielfach werde geäußert, dass Russland nur durch Russen besiegt werden könne. Dieser Gedanke sei falsch und gefährlich. Slawen seien grundsätzlich unzuverlässig und man dürfe russische Hilfswillige darum nur in gemischten Verbänden als Kämpfer einsetzen.
Die Gefahr durch eingeschleuste Fallschirmspringer, flüchtige Kriegsgefangene und Zwangsarbeiter sei gering, da die deutsche Bevölkerung „in einer tadellosen Verfassung ist und dem Gegner keinen Unterschlupf“ gewähre und die Polizei das Problem im Griff habe. Eine von einigen Gauleitern geforderte „Gau-Sondertruppe“ gegen einen Aufstand im Lande sei unnötig und unzulässig.

### Über die „Judenfrage“
Dann leitet Himmler „in diesem allerengsten Kreise“ zur „Judenfrage“ über, die er als „die schwerste Frage meines Lebens“ bezeichnet:

„Ich bitte Sie, das, was ich Ihnen in diesem Kreise sage, wirklich nur zu hören und nie darüber zu sprechen. Es trat an uns die Frage heran: Wie ist es mit den Frauen und Kindern? – Ich habe mich entschlossen, auch hier eine ganz klare Lösung zu finden. Ich hielt mich nämlich nicht für berechtigt, die Männer auszurotten – sprich also, umzubringen oder umbringen zu lassen – und die Rächer in Gestalt der Kinder für unsere Söhne und Enkel groß werden zu lassen. Es mußte der schwere Entschluß gefaßt werden, dieses Volk von der Erde verschwinden zu lassen. Für die Organisation, die den Auftrag durchführen mußte, war es der schwerste, den wir bisher hatten. […]
 Ich habe mich für verpflichtet gehalten, zu Ihnen als den obersten Willensträgern, als den obersten Würdenträgern der Partei, dieses politischen Ordens, dieses politischen Instruments des Führers, auch über diese Frage einmal ganz offen zu sprechen und zu sagen, wie es gewesen ist. – Die Judenfrage in den von uns besetzten Ländern wird bis Ende dieses Jahres erledigt sein. Es werden nur Restbestände von einzelnen Juden übrig bleiben, die untergeschlüpft sind.“

Erneut rechtfertigte Himmler den Holocaust mit den Luftangriffen der Alliierten. Er zeigt sich überzeugt, „dass wir den Bombenkrieg, die Belastungen des vierten und vielleicht kommenden fünften und sechsten Kriegsjahres nicht ausgehalten hätten und nicht aushalten würden, wenn wir diese Pest noch in unserem Volkskörper hätten.“

### Bemerkung über Albert Speer
Himmler weist auf den Aufstand im Warschauer Ghetto (19. April bis 16. Mai 1943) und die schweren Kämpfe dort hin. Er leitet diese Passage ironisch ein:

„Dieses ganze Ghetto machte also Pelzmäntel, Kleider und ähnliches. Wenn man früher dort hinlangen wollte, so hieß es: Halt! Sie stören die Kriegswirtschaft! Halt! Rüstungsbetrieb! – Natürlich hat das mit Parteigenossen Speer gar nichts zu tun, Sie können gar nichts dazu. Es ist der Teil von angeblichen Rüstungsbetrieben, die der Parteigenosse Speer und ich in den nächsten Wochen gemeinsam reinigen wollen.“

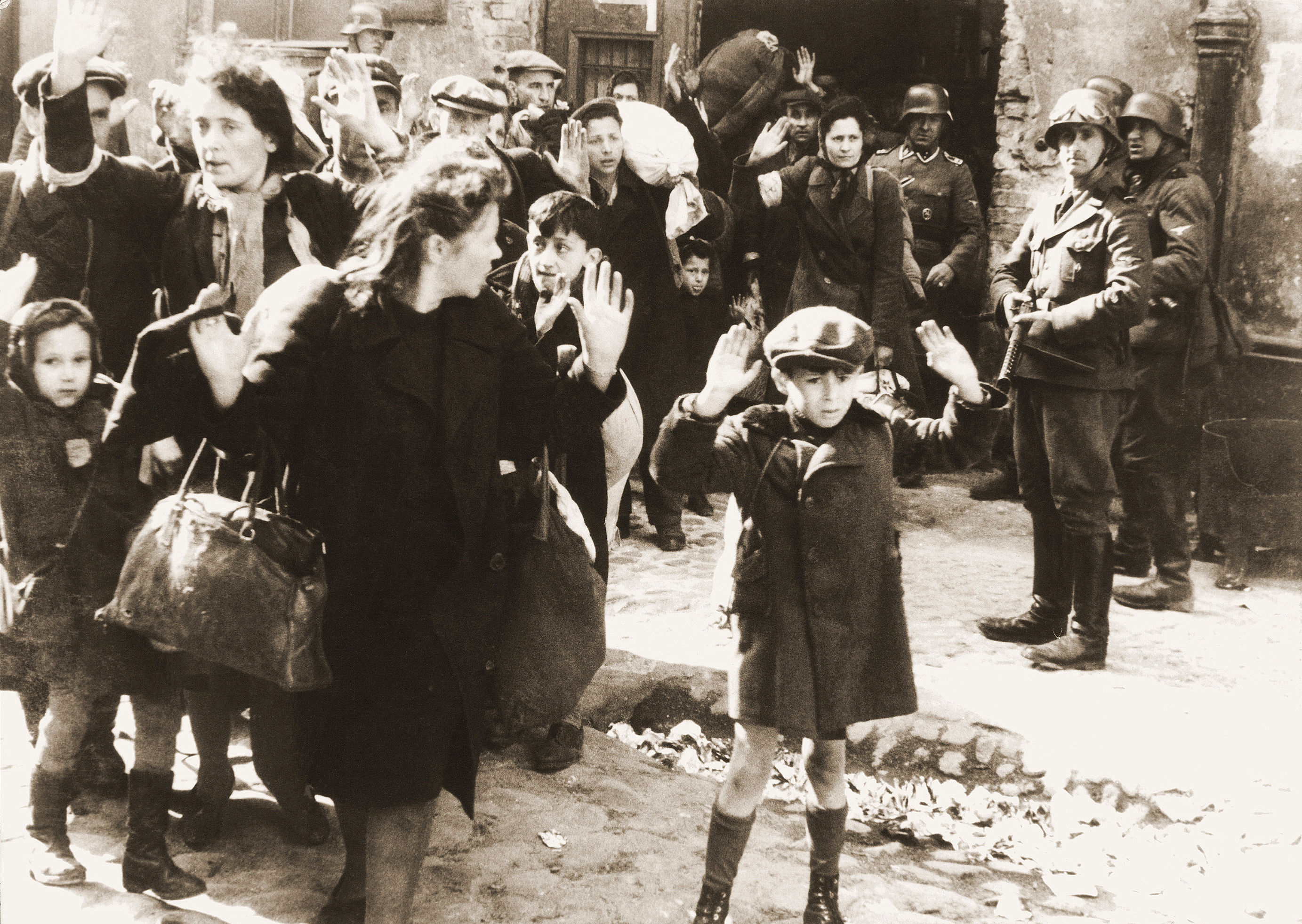
Foto des Jungen aus dem Warschauer Ghetto, wahrscheinlich aufgenommen während des Ghettoaufstandes 1943

Albert Speer, seit 1942 Reichsminister für Bewaffnung und Munition, war seit dem 2. September 1943 als Reichsminister für Rüstung und Kriegswirtschaft für die gesamte deutsche Rüstungsproduktion zuständig. Die dort beschäftigten jüdischen Zwangsarbeiter hatte man bis 1943 zum Teil von den Deportationen zur Vernichtung ausgenommen. Speer behauptete nach 1945 immer, er habe die Konferenz vor Beginn der Rede Himmlers verlassen und nichts vom Holocaust gewusst. Himmlers direkte Anrede – „Sie können gar nichts dazu“ – werten mehrere Historiker jedoch als Beweis seiner Anwesenheit. Gitta Sereny verweist auf ein Zusammentreffen von Speer und mehreren Gauleitern am Folgetag und hält es für „schlicht unmöglich, daß er von Himmlers Rede nichts gewußt hat, ob er nun dort gesessen ist oder nicht.“ 1971 warf Erich Goldhagen Speer vor, er habe seine Anwesenheit bei Himmlers Rede verschwiegen. Darauf schrieb Speer in einem Privatbrief an eine Freundin: „Es besteht kein Zweifel. Ich war zugegen, als Himmler am 6. Oktober 1943 ankündigte, dass alle Juden umgebracht werden würden.“ Er fürchte, vor ihr nun als Lügner dazustehen. Später dagegen ließ er sich von zwei Zeitzeugen eidesstattlich bestätigen, er sei vor Himmlers Rede abgereist.

### Weitere Inhalte
In seiner Rede geht Himmler dann auf die Befreiung des Duce Benito Mussolini (Unternehmen Eiche) ein, dessen Sturz zu Defätismus geführt habe. Einige Todesurteile wegen zersetzender Äußerungen seien abschreckende Warnung für Tausende anderer. Parteimitglieder müssten sich stets vorbildlich verhalten.
Himmler geht danach auf seine Aufgaben als Reichsinnenminister ein; Parteiorganisation und Verwaltungsapparat seien auch künftig nach dem Willen des Führers zwei verschiedene Säulen. Dezentrale Entscheidungen seien wichtig, zentrale Anordnungen in der angespannten Kriegslage aber vorrangig. Dabei kritisiert Himmler die Personalpolitik von Gauleitern in allgemeiner Weise. Im letzten Teil seiner Rede berichtet Himmler eingehend von den Leistungen der Waffen-SS. Zum Schluss stellt er nochmals als Ziel heraus, die deutsche Volkstumsgrenze für ein 120-Millionen-Volk um 500 Kilometer nach Osten zu verschieben, und endet mit dem Appell:

„Wenn wir dies sehen, dann wird uns nie der Glaube verlassen, nie werden wir untreu werden, nie werden wir feige sein, nie schlechter Stimmung sein, sondern wir werden uns bemühen, würdig zu sein, unter Adolf Hitler gelebt zu haben und mitkämpfen zu dürfen.“

## Weitere Reden mit ähnlichen Inhalten
Aussagen über die „totale Lösung der Judenfrage“ in fünf weiteren Geheimreden Himmlers bestätigen seine Posener Ausführungen. Am 16. Dezember 1943 sagte er in Weimar vor Befehlshabern der Kriegsmarine:

„[…] so habe ich grundsätzlich den Befehl gegeben, auch die Weiber und Kinder dieser Partisanen und Kommissare umbringen zu lassen. Ich wäre ein Schwächling und ein Verbrecher an unseren Nachkommen, wenn ich die haßerfüllten Söhne dieser von uns im Kampfe von Mensch gegen Untermensch erledigten Untermenschen groß werden ließe.“

Eine handschriftliche Notiz von Himmlers Rede am 26. Januar 1944 in Posen vor Generälen der kämpfenden Truppe lautet:

„Im G.G. [Generalgouvernement] größte Beruhigung seit Lösung d. Judenfrage. – Rassenkampf. Totale Lösung. Nicht Rächer f. unsere Kinder erstehen lassen.“

Am 5. Mai 1944 erklärte Himmler in Sonthofen vor Generälen, ein Durchhalten im Bombenkrieg sei nur möglich gewesen, weil zuvor die Juden in Deutschland „ausgeschieden“ worden seien. Dann paraphrasierte er Hitlers Ausspruch vom 30. Januar 1939 vor dem Großdeutschen Reichstag: „Wenn ihr noch einmal die europäischen Völker in einen Krieg gegeneinander hetzt, dann wird das nicht die Ausrottung des deutschen Volkes bedeuten, sondern die Ausrottung der Juden.“ Er fuhr fort:

„Die Judenfrage ist in Deutschland und im allgemeinen in den von Deutschland besetzten Gebieten gelöst. […] Sie mögen mir nachfühlen, wie schwer die Erfüllung dieses mir gegebenen soldatischen Befehls war, den ich befolgt und durchgeführt habe aus Gehorsam und aus vollster Überzeugung. Wenn Sie sagen: ‚Bei Männern sehen wir das ein, nicht aber bei Kindern’, dann darf ich an das erinnern, was ich in meinen ersten Ausführungen sagte. […] Wir sind m. E. auch als Deutsche bei allen so tief aus unserer aller Herzen kommenden Gemütsregungen nicht berechtigt, die haßerfüllten Rächer groß werden zu lassen, damit dann unsere Kinder und unsere Enkel sich mit denen auseinandersetzen müssen, weil wir, die Väter und Großväter, zu schwach und zu feige waren und ihnen das überließen.“

Die Tonaufnahme einer weiteren Sonthofener Rede vor Generälen am 24. Mai 1944 lässt Applaus bei folgender Passage hören:

„Eine andere Frage, die maßgeblich für die innere Sicherheit des Reiches und Europas war, ist die Judenfrage gewesen. Sie wurde nach Befehl und verstandesmäßiger Erkenntnis kompromißlos gelöst [Applaus]. […] Ich habe mich nicht für berechtigt gehalten – das betrifft nämlich die jüdischen Frauen und Kinder –, in den Kindern die Rächer groß werden zu lassen […] Das hätte ich für feige gehalten. Folglich wurde die Frage kompromißlos gelöst. Zur Zeit allerdings – es ist eigenartig in diesem Krieg – führen wir zunächst 100.000, später noch einmal 100.000 männliche Juden aus Ungarn in Konzentrationslager ein, mit denen wir unterirdische Fabriken bauen. Von denen aber kommt nicht einer irgendwie in das Gesichtsfeld des deutschen Volkes.“

Am 21. Juni 1944 sagte Himmler bei der weltanschaulich-politischen Schulung der Generalität in Sonthofen:

„Es war die furchtbarste Aufgabe und der furchtbarste Auftrag, den eine Organisation bekommen konnte: der Auftrag, die Judenfrage zu lösen. Ich darf dies auch in diesem Kreis wieder in aller Offenheit mit ein paar Sätzen sagen. Es ist gut, dass wir die Härte hatten, die Juden in unserem Bereich auszurotten.“

Ebenfalls in Posen hielt Himmler am 3. August 1944, kurz nach dem fehlgeschlagenen Attentat vom 20. Juli 1944, eine Rede vor den Reichs- und Gauleitern der NSDAP.

## Rezeption

### Historische Einordnung
Das NS-Regime hielt den Holocaust nach außen strikt geheim, konnte ihn aber nur durch Beteiligung aller maßgeblichen Funktionsträger von Staat und Partei organisieren und durchführen (vgl. zeitgenössische Kenntnis vom Holocaust). Die Posener Reden blicken auf die schon vollzogenen Massenmorde zurück und zeigen, wie diese und die weiteren Vernichtungsaktionen ideologisch gerechtfertigt wurden. Die „Ausrottung“ des „inneren Feindes“, der „jüdischen Rasse“, war zum Kriegsziel geworden: „Erfolge“ auf diesem Gebiet sollten auch Niederlagen im Kriegsverlauf kompensieren.
Saul Friedländer hebt Himmlers Selbstverständnis als unbedingt gehorsamer Vollstrecker der Pläne Hitlers für den germanischen „Lebensraum im Osten“ hervor:

„Der Reichsführer stellte die Vernichtung der Juden regelmäßig als eine schwere Verantwortung hin, die ihm der ‚Führer‘ übertragen hatte und die daher nicht zur Debatte stand; diese Aufgabe verlangte von ihm und von seinen Männern unaufhörliche Hingabe und einen beständigen Geist der Selbstaufopferung.“

Dem entsprach Himmlers Bemühen, die Hörer seiner Posener Reden zum Durchhalten und Fortsetzen der vollständigen „Ausrottung der Juden“ zu verpflichten und so als künftige Führungselite moralisch aufzubauen. Dies wird oft als Perversion von positiv besetzten Werten wie „Anstand“, „Ehre“ und „Treue“ – hier bezogen auf das Durchhalten beim Massenmord – analysiert. Konrad Kwiet sieht Himmlers Reden als Beispiele einer neuen „Ethik“ und bewussten Erziehung zum Massenmord, die die Täter über das Kriegsende hinaus vom Leiden ihrer Opfer und Bewusstwerden ihrer Verbrechen abschirmte:

„Es ist genau diese ungeheuerliche Verbindung von Mord und Moral, von Verbrechen und Anständigkeit, die den Kern der Täter-Mentalität trifft. Im Rahmen einer so gearteten NS-Ethik wurde ein völlig neuer Begriff von Anständigkeit kreiert und zur Verpflichtung gemacht. Hannah Arendt prägte dafür die Formel von der ‚Banalität des Bösen‘, andere Autoren betonen die ‚Normalität des Verbrechens‘. Fast alle Täter zeichneten sich in der Tat durch die Fähigkeit aus, nach der Verübung der Mordtat wieder in die Routine des Alltags zurückzukehren und ein ‚normales‘ Leben zu führen. Mit Überraschung, Verwirrung und Ärger reagierten die meisten, als sie im Zuge der NS-Strafverfolgung ermittelt und an die Vergangenheit erinnert wurden. Vor Gericht wurden Unwissenheit und Unschuld betont. Die Mörder blieben – von Ausnahmen abgesehen – von den traumatischen Erfahrungen verschont, die sie den überlebenden Opfern hinterlassen haben“

Der Sozialpsychologe Harald Welzer verdeutlicht am Beispiel der Posener Reden die Grundzüge von Himmlers „Ethik der Anständigkeit“, nämlich sich keinesfalls persönlich zu bereichern und keinen persönlichen Vorteil aus den Verbrechen zu ziehen, sondern alles „um eines höheren Zwecks willen“ zu tun.

„Tatsächlich gestattet es diese Form nationalsozialistischer Moral – die auch vorsieht, dass man unter der ‚Drecksarbeit‘, die man mordend machen muss, durchaus selbst leiden kann – zu morden und sich dabei in einem moralischen Sinn nicht schlecht zu fühlen.“

Hans Buchheim zufolge hatten die angeredeten Täter sehr wohl ein Unrechtsbewusstsein. Himmlers Umwertung soldatischer Tugenden sei keine absolute Verneinung moralischer Normen gewesen, sondern deren Suspendierung für die Ausnahmesituation der „Ausrottung der Juden“, die als historische Notwendigkeit ausgegeben worden sei. Deshalb habe Himmler auch Morde an Juden ohne Befehl, aber aus den „richtigen“ ideologischen Motiven gutgeheißen, während er ebensolche Morde aus Sadismus oder Eigennutz strafrechtlich verfolgen ließ.
Laut Hans Mommsen kam es Himmler bei der Offenlegung des Holocaust vor allem darauf an, den Eindruck der führenden NS-Amtsträger zu zerstreuen, es handele sich dabei allein um sein privates Projekt. Mit den beiden Reden habe er versucht, die Verantwortung „auf viele Schultern [zu] verteilen“. Dies sei nur unvollkommen gelungen, da die Rede indirekt doch wieder zur „Strategie planmäßiger Eskamotierung der Verantwortung“ für den Holocaust beigetragen habe, der rein als Sache Himmlers und der SS hingestellt wurde, denen man alle nötigen Kompetenzen dafür gern überließ.
Der Historiker Peter Hayes bezeichnet die Rede als „Inbegriff“ der Haltung der Täter, die sich selbst darüber täuschten und sich von dem distanzierten, was sie taten: Nie hätten sie zugegeben, gefoltert und gemordet zu haben, immer hätten sie einen „geheiligten Zweck“ vorgeschützt, der sie vor dem Vorwurf, unmoralisch gehandelt zu haben, schützte.

### Holocaustleugnung
Holocaustleugner versuchen immer wieder, die Beweiskraft der Posener Reden für die Planung und Durchführung des Holocaust durch das NS-Regime in Zweifel zu ziehen. Dabei verfolgen sie gegensätzliche, einander logisch ausschließende Argumentationslinien. Einige behaupten, die erste Rede sei komplett gefälscht, andere dagegen, sie sei echt, nur die Passagen zur Judenvernichtung seien gefälscht bzw. falsch übersetzt worden.
Die erste These vertrat Wilhelm Stäglich in seinem Buch Der Auschwitzmythos von 1979 mit folgenden unbelegten Behauptungen: Eine Geheimrede wäre nicht dauerhaft aufgezeichnet worden. Die meisten als Täter angeredeten Adressaten seien nicht an Judenmorden beteiligt gewesen. Himmlers Stimme sei auf der Schallplatte nicht identifizierbar. Die Aussage des Redners sei falsch, schon das 25-Punkte-Programm der NSDAP von 1920 habe die „Ausrottung der Juden“ verlangt. Einer der obersten, für Propaganda zuständigen Parteiführer könne sich dabei nicht geirrt haben. Auch stelle der Redner diese Ausrottung als im Oktober 1943 vollendet dar: Das widerspreche dem herrschenden Geschichtsbild vom Holocaust. Darum müssten die Alliierten die Rededokumente für den ersten Nürnberger Prozess gefälscht haben. Die Angaben einiger Beschuldigter seien glaubwürdig, sich an die Redeinhalte oder ihre Anwesenheit nicht zu erinnern. – Stäglich missachtete dabei Himmlers offenkundige, durch seine weiteren Reden bestätigte Absicht, auch die nicht direkt Beteiligten in das „offene Geheimnis“ (Frank Bajohr, Dieter Pohl) des Holocaust einzuweihen und zu Mitwissern zu machen.
Germar Rudolf und Udo Walendy behaupteten, ein von den Alliierten nach 1945 bestellter Stimmenimitator habe die erste Rede gesprochen.
David Irving ging dagegen von der Echtheit der Aufzeichnungen aus, behauptete aber, die Passagen zur Judenvernichtung seien mit einer anderen Schreibmaschine in das Typoskript eingefügt und mit anderer Schrift nummeriert worden. An anderer Stelle behauptete Irving, Himmler habe die dokumentierte Rede im Wortlaut so gehalten, aber „Ausrottung“ nur als Metapher gemeint. Seine Aussage von 100 bis 1000 beisammenliegenden Toten, die die meisten Anwesenden gesehen hätten, beziehe sich auf gefallene Soldaten im Ersten Weltkrieg, nicht auf ermordete Juden.
Doch auch andere Geheimreden Himmlers wurden in derselben Weise in Ton und Schrift aufgezeichnet und sind unabhängig voneinander eindeutig diesem Redner zuzuordnen. Sie bestätigen jedes angezweifelte Detail der ersten Rede. Insbesondere die Entdeckung der zweiten Posener Rede im Bundesarchiv Koblenz entzog den Fälschungshypothesen den Boden. Die darin enthaltene „offenste und markanteste Textstelle über die Ausrottung der Juden“ lässt für Umdeutungen keinen Raum mehr. Deshalb weist die Geschichtswissenschaft die Behauptungen der Holocaustleugner als haltlose, bewusste Irreführungen ohne Faktenbasis zurück.

### Künstlerische Verarbeitung
Zu Beginn des dritten Teils seines 7-Stunden-Films Hitler, ein Film aus Deutschland (1977) zitiert Hans-Jürgen Syberberg längere Passagen der Himmler-Rede vom 4. Oktober, zum einen aus dem Munde seines Himmler-Darstellers Heinz Schubert selbst, zum anderen als Off-Stimmen nicht gezeigter SS-Männer.
In dem Dokumentarfilm Der Anständige hat Vanessa Lapa 2014 die Kernsätze der Rede von Schauspielern nachsprechen lassen.
Im Jahr 2000 brachte Romuald Karmakar die Rede vom 4. Oktober 1943 in seinem Film Das Himmler-Projekt wieder in Erinnerung. Der Schauspieler Manfred Zapatka sprach den gesamten Redetext in nüchterner Weise nach dem Wortlaut der Tonaufnahme mit allen Zwischenvorkommnissen. Er trug dabei keine Uniform und stand nur vor einer grauen Wand.
In Heinrich Breloers mehrteiligem Fernsehfilm Speer und Er von 2005 wird die Frage diskutiert, ob sich Reichsrüstungsminister Albert Speer am Abend des 6. Oktober 1943 unter den Zuhörern der zweiten Rede Himmlers befand.
In Jonathan Littells Tatsachenroman Die Wohlgesinnten aus dem Jahr 2006 kann sich der Ich-Erzähler nicht mehr erinnern, ob Speer bei der Rede noch anwesend war.